# Нілу-Песанья (Баїя)
Нілу-Песанья (порт. Nilo Peçanha) — муніципалітет в Бразилії, входить до складу штату Баїя. Є складовою частиною мезорегіону Південь штату Баїя. Входить до економічно-статистичного мікрорегіону Валенса. Населення становить 10 428 чоловік (станом на 2006 рік). Займає площу 385,381 км².
Муніципалітет названо на честь Нілу Песаньї, президента Бразилії 1909–1910 років.